# Łesynky
Łesynky (ukr. Лесинки) – wieś na Ukrainie, w obwodzie połtawskim, w rejonie połtawskim, w hromadzie Kobelaky. W 2001 liczyła 88 mieszkańców.